# Voigtstedt
Voigtstedt är en ortsteil i staden Artern i Kyffhäuserkreis i förbundslandet Thüringen i Tyskland. Voigtstedt var en kommun fram till den 1 januari 2019 när den uppgick i Artern. Voigtstedt hade 877 invånare 2018.